# Iglesias invisibles

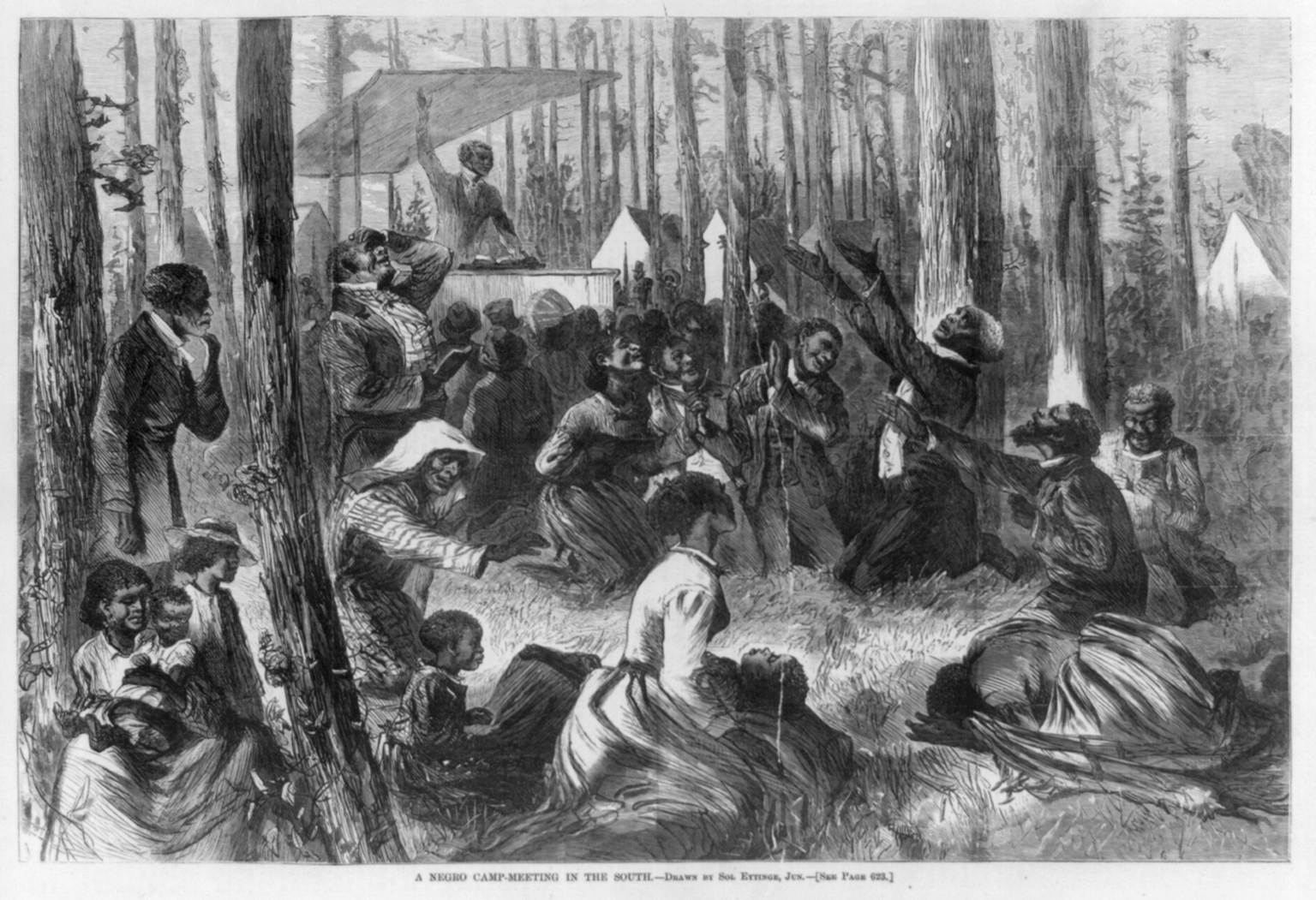
Las iglesias invisibles durante la esclavitud se llevaban a cabo en lugares secretos llamados puertos silenciosos.

Las iglesias invisibles fueron grupos cristianos informales en los Estados Unidos donde los afroestadounidenses esclavizados escuchaban a predicadores a los cuales elegían sin conocimiento de sus dueños. Las iglesias invisibles enseñaron un mensaje diferente al de las iglesias controladas por los blancos y no enfatizaron la obediencia a sus amos. Algunos esclavos no podían contactar iglesias invisibles y otros no estaban de acuerdo con el mensaje de las mismas, pero muchos de ellos fueron consolados por ellas.  

## Historia
Las iglesias invisibles eran una rama de las iglesias cristianas en la comunidad de esclavos en la historia colonial de los Estados Unidos y el período anterior a la guerra de Secesión, donde los afroamericanos esclavizados practicaban en secreto su propia versión del cristianismo,   como por ejemplo, Hoodoo.  Hoodoo es una tradición espiritual definida por los eruditos como una religión popular creada por afroamericanos esclavizados durante la esclavitud en la América colonial para su protección contra sus esclavizadores. La práctica combina influencias de África Occidental y central que se sincronizaron con el cristianismo. Los académicos llaman a la práctica del Hoodoo en las iglesias negras una institución invisible, porque las personas esclavizadas ocultaban su cultura y creencias dentro de la religión cristiana. "Esta frase [institución invisible] fue utilizada por primera vez por E. Franklin Frazier en [su libro] The Negro Church in America para describir la espiritualidad en las plantaciones de esclavos que estaba principalmente fuera de la vista de la conciencia religiosa estadounidense dominante".  Los traficantes de esclavos europeos prohibieron a los negros esclavizados y libres practicar sus religiones africanas tradicionales, por lo que ocultaron muchas de las prácticas dentro de iglesias invisibles. Los blancos estadounidenses propietarios de esclavos aprobaron códigos de esclavitud que prohibían grandes reuniones de negros esclavizados y libres; y experimentaron cómo la religión de los esclavos provocó revueltas, siendo algunos líderes de las insurrecciones ministros negros o médicos magos.  El Code Noir en la Luisiana colonial francesa prohibía e ilegalizaba que los africanos esclavizados practicaran sus religiones tradicionales. El artículo III del Code Noir establecía: "Prohibimos cualquier ejercicio público de cualquier religión que no sea la católica".  El Code Noir y otras leyes esclavistas dieron como resultado que los afroamericanos llevaran a cabo sus prácticas espirituales en iglesias invisibles. 
Las iglesias públicas se formaron a menudo con controversias dentro y fuera de las comunidades. La "institución invisible" existía a menudo como un aspecto prohibido. Los esclavos podrían ser miembros tanto de grupos de iglesias negras independientes como de congregaciones racialmente mixtas (Raboteau menciona que algunas de esas congregaciones podrían tener muchos más esclavos que amos), pero también participar en reuniones de adoración nocturnas en lugares secretos, arriesgándose a un castigo severo por hacerlo. 

### Iglesias de plantaciones

Las prácticas de hoodoo y vudú de Luisiana se ocultaban en iglesias invisibles.

Los estudiosos también llaman a las iglesias invisibles "iglesias de plantación" porque comenzaron en esos lugares. Muchas de estas iglesias no estaban en edificios sino en el bosque y se las llamaba cenadores o puertos de silencio porque los participantes tenían que silenciar o acallar sus servicios religiosos en la naturaleza. Los esclavos sufrían castigos si eran sorprendidos en una reunión. Los propietarios de esclavos pensaban en que compararían el trato, las condiciones de trabajo y los castigos, lo que los dejó preocupados por posibles revueltas y disturbios. Las iglesias afroamericanas enseñaban que todas las personas eran iguales ante los ojos de Dios y se centraron en un mensaje de igualdad y esperanza de un futuro mejor.  Los espirituales afroamericanos (Negro Spirituals) fueron creados en las iglesias invisibles. La melodía y los ritmos de los himnos sonaban similares a las canciones que se escuchan en África occidental. Los pueblos esclavizados y libres crearon sus propias palabras y melodías, sus canciones mencionaban las dificultades de la esclavitud y la esperanza de liberarse de ella.  Los espirituales durante la esclavitud se llaman Slave Shout Songs. Estas canciones de gritos las canta hasta hoy el pueblo Gullah Geechee   Harriet Tubman cantó mensajes codificados a su madre y a otras personas esclavizadas en el campo para hacerles saber que estaba escapando en el ferrocarril subterráneo. Tubman cantó: "Lo siento, te voy a dejar, adiós, oh adiós; pero te veré en la mañana, adiós, oh adiós, te veré en la mañana, estoy destinado a la tierra prometida, al otro lado del Jordán, con destino a la tierra prometida." 
Dentro de las iglesias de las comunidades esclavistas, "el mensaje de la iglesia invisible era, por muy articulado que fuera, ¡Dios os quiere libres!".  Los esclavos practicaban el ring shout, la posesión espiritual, formas extáticas de adoración y el vudú.  Los rootworker y conjuradores  afroamericanos se identificaron como cristianos y mezclaron el vudú con el cristianismo. Para conjurar sanación, espíritus y protección, se utilizaron textos de la Biblia y la oración junto con raíces, hierbas y partes de animales.  William Edward Burghardt Du Bois estudió las iglesias afroamericanas de principios del siglo XX y afirma que los primeros años de la iglesia negra durante la esclavitud en las plantaciones estuvieron influenciados por el vudú. 

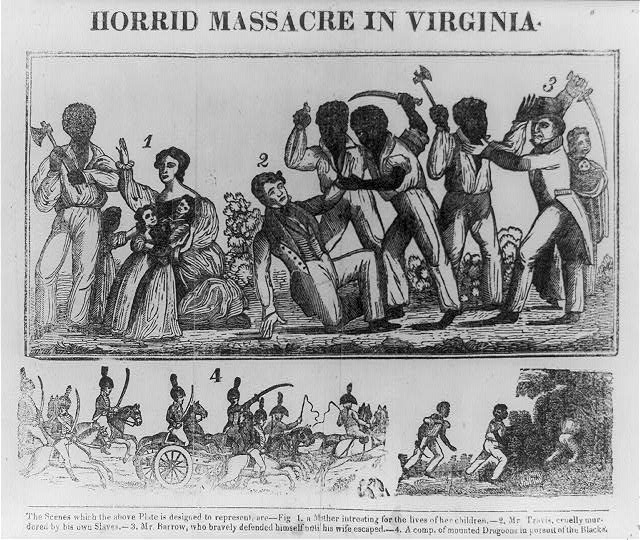
La revuelta de esclavos de Nat Turner - Se planearon revueltas y fugas de esclavos en iglesias invisibles.

Los historiadores afirman que las "iglesias invisibles" fueron el lugar donde Nat Turner planeó su revuelta de esclavos en Virginia en 1831. Se planearon otras revueltas de esclavos en las iglesias invisibles. Los esclavos discutieron sobre cómo escapar de la esclavitud en el ferrocarril subterráneo y planearon las revueltas en las iglesias invisibles. Dios era visto como poderoso y su poder podía ayudar a liberar a los esclavos. Esto creó una "institución invisible" en las plantaciones, cuando los esclavos practicaban el grito del anillo, la posesión espiritual y rituales curativos para recibir mensajes del espíritu sobre la libertad.  Nat Turner tuvo visiones y presagios que interpretó que provenían del espíritu, y ese espíritu le dijo que iniciara una rebelión para liberar a los esclavos a través de la resistencia armada.   La espiritualidad africana se sincretizó con el cristianismo dentro de estas iglesias que crearon una rama única del cristianismo entre los negros esclavizados y libres llamada afrocristianismo o cristianismo afroamericano.   Estas prácticas se convirtieron en la base de la iglesia negra actual. 

### Inicios de la iglesia negra americana moderna
Un sacerdote episcopal afroamericano, George Freeman Bragg, escribió en su diario histórico que la historia de la Iglesia Episcopal Negra comenzó en las iglesias invisibles durante la esclavitud y después de la guerra de Secesión se hizo visible.  Otras denominaciones cristianas de iglesias afroamericanas comenzaron durante la esclavitud como iglesias invisibles. A medida que pasó el tiempo, muchas iglesias afroamericanas se volvieron más cristianas y menos influenciadas por el hoodoo y el vudú. Sin embargo, algunos aspectos de los rituales africanos sobrevivieron en las iglesias y casas de alabanza bautistas afroamericanas,  como gritos, formas extáticas de alabanza y adoración con cantos, palmas, música con tambores, y llamadas y respuestas.  

## Narrativas de esclavos
Las narrativas de esclavos son una colección de relatos orales grabados sobre personas anteriormente esclavizadas y sus experiencias de esclavitud en los Estados Unidos. En la década de 1930, el Proyecto Federal de Escritores, parte de la Works Progress Administration durante la Gran Depresión, proporcionó trabajo a escritores desempleados para escribir y recopilar las experiencias de antiguos esclavos. Escritores, blancos y negros, documentaron las experiencias de la última generación de afroamericanos nacidos en esclavitud. Los antiguos esclavos afroamericanos contaron a los escritores sobre su experiencia, lo que brindó a los lectores un vistazo a las vidas de los esclavizados y reveló la cultura de los afroamericanos durante la esclavitud. La Biblioteca del Congreso de Estados Unidos tiene 2.300 relatos en primera persona de antiguos esclavos en su archivo digital. En estas colecciones, los afroamericanos dijeron que tenían reuniones religiosas secretas.  Por ejemplo, los esclavos crearon métodos para disminuir el ruido cuando iban a la iglesia. Un ex esclavo en Arkansas llamado John Hunter dijo que los esclavos iban a una casa secreta que sólo ellos conocían y ponían las ollas de hierro boca arriba, de forma que sus dueños no pudieran escuchar el sonido que hacían durante sus rituales. 
Un ex esclavo llamado Taylor dijo que cuando fue esclavizado, su dueño contrató a un predicador blanco para inculcarle obediencia a los esclavos. El predicador blanco les dijo: "... Sirvan a sus amos. No roben el pavo de su amo. No roben las gallinas de su amo. No roben los alcones de su amo. No roben la carne de su amo. Hagan lo que tu amo les diga que hagan." Taylor dijo más tarde que los esclavos tenían reuniones religiosas secretas por la noche, porque lo que predicaba el predicador blanco no era lo que creían los esclavos. Creían que Dios los liberaría de la esclavitud. Taylor y los otros esclavos oraron en un susurro para que nadie los oyera en la iglesia. 